# Solid Gold Easy Action
 (mai 2018).
Si vous disposez d'ouvrages ou d'articles de référence ou si vous connaissez des sites web de qualité traitant du thème abordé ici, merci de compléter l'article en donnant les références utiles à sa vérifiabilité et en les liant à la section « Notes et références ».
Singles de T. Rex
Children of the Revolution
(Septembre 1972) 20th Century Boy
(Mars 1973)
Solid Gold Easy Action est une chanson de T. Rex sortie en single en décembre 1972. Le single s'est hissé, comme son prédécesseur, à la deuxième place du classement des singles au Royaume-Uni,.